# ريتشارد جاديك
ريتشارد جاديك (بالإنجليزية: Richard H. Jadick) هو جراح أمريكي حصل على ميدالية النجمة البرونزية مع جهاز «كومبات V» نظراً لإسهاماته البطولية في يناير 2006. يعود الفضل لجاديك في إنقاذ حياة 30 من مشاة البحرية وقوات المارينز خلال معركة الفلوجة الثانية. كان جاديك قائدًا ملازمًا في احتياطي البحرية الأمريكية، في الكتيبة الأولى، بالفرقة البحرية الثامنة التابعة للشعبة البحرية الثانية من كامب ليجون فيكارولاينا الشمالية. ويعتبر جاديك الطبيب الأكثر حصولًا على الأوسمة في حرب العراق.

## خلفية عن حياته
التحق جاديك بمدرسة بيتثليم الثانوية المركزية في دلمار، نيويورك (والتي تقع إلى جنوب مدينة ألباني مباشرةً). حصل جاديك على درجة البكالوريوس في علم الأحياء من كلية إيثاكا حيث كان عضوًا في أخوة دلتا كابا المحلية، ثم حصل على دكتوراه في تقويم العظام فيالطب التقويمي العظمي في الولايات المتحدة الأمريكية من كلية نيويورك للطب التقويمي في أولد وستباري، نيويورك. شغل جاديك منصب ضابط اتصالات في سلاح البحرية قبل انضمامه للبحرية. تلقى تدريبه في طب المسالك البولية في كلية الطب بجورجيا.

## خدمته في العراق
عمل جاديك كطبيب مسعف في معسكر ليجون بولاية كارولينا الشمالية عندما تطوع للعمل في العراق. كان تطوع جاديك أمراً مستبعداً لأنه كان يبلغ من العمر 38 عامًا، أكبر بكثير من معظم الجراحين المشاركين في الحروب، وكانت زوجته حاملًا لمدة تسعة أشهر.
وفي وقت مبكر من قيامه بمهامه، لاحظ جاديك أحد المارينز الذي توفي قبل أن يتم نقله إلى المستشفى؛ لذا قرر إقامة غرفة طوارئ في ساحة المعركة حيث يمكن أن يحصل مقاتلي المشاة على العلاج في غضون دقائق قليلة من الإصابة. قام جاديك وطاقمه من رجال الشرطة الشباب بترجمة عدد من تقنيات إنقاذ الحياة أثناء فترة خدمته في الجيش.
وخلال معركة 11 يومًا، قام فريق جاديك بمعالجة مئات الرجال. ولم يتوف سوى شخص واحد من هؤلاء الرجال بعد وصوله إلى المستشفى، كما توفي 53 جنديًا من قوات المارينز والبحرية الأمريكية خلال المعركة. قدّر الضابط القائد لجاديك أنه كان ليموت 30 آخرين إذا لم يكن جاديك يعمل بالقرب من الجبهة.

## بعد حرب العراق
تم توثيق قصة جاديك لأول مرة في مجلة نيوزويك في قصة تغطية بعنوان «الدكتور البطل.» (على الرغم من حصول جاديك على دكتوراه في تقويم العظام، وليس دكتوراه في الطب). نشر جاديك في وقت لاحق روايته الخاصة عن تجاربه في كتاب بعنوان «نداء في الجحيم: قصة حرب العراق في العراق».
عاد جاديك إلى الولايات المتحدة بعد أن قضى سنة في العراق، ووافق على منصب طبيب المسالك البولية المقيم في كلية الطب بجورجيا، الذي مازال يشغله حتى الآن.
يشغل الدكتور جاديك أيضًا منصب رئيس صندوق الاستقلال، وهي منظمة وطنية غير ربحية رائدة تدعم المحاربين القدامى وأسرهم، ويقع مقرها في شارلوت، نيويورك.

## وصلات خارجية
- Cover Story in Newsweek Magazine
- Profile by Stars and Stripes نسخة محفوظة 26 سبتمبر 2007 على موقع واي باك مشين.
- Story on Dr. Richard Jadick, Star and Stripes Heroes 2006
- Story on Jadick's award نسخة محفوظة 13 يوليو 2007 على موقع واي باك مشين. - from Medical College of Georgia
- On Call In Hell: A Doctor's Iraq War Story ((ردمك 0451220536))
- Alumnus Medic in Iraq - Ithaca College Quarterly
- Commander Richard H. Jadick, DO, MC, USN
- Urologist's 'war story' details successes, horrors in Iraq (2007 interview)
- The Independence Fund